# Bueng Boraphet
Bueng Boraphet (Thai บึงบอระเพ็ด) is een moeras- en merengebied ten oosten van de stad Nakhon Sawan in de Thaise provincie Nakhon Sawan en ten zuiden van de river de  Nan in de buurt van de samenvloeiing met de Ping.
Bueng Boraphet is het grootste zoetwaterreservoir van Midden-Thailand en strekt zich uit over meer dan 224 km². Oorspronkelijk was het gebied alleen rietmoeras, maar in 1930 werd het waterpeil verhoogd om de omstandigheden voor de visserij te verbeteren.
Een deel van het gebied is een vogelreservaat omdat het leefgebied is van een groot aantal diersoorten. Bueng Boraphet is de enige plek waar de siantarazwaluw (Pseudochelidon sirintarae) ooit is waargenomen. Deze zwaluw is vernoemd naar de Thaise prinses Maha Chakri Sirindhorn (geb. 1955). In 1975 werd een 106 km² groot gebied aangewezen als een beschermd natuurgebied. Volgens een tussen 1996 en 1999 opgestelde lijst van Wetlands International behoort dit drasland tot de categorie wetlands of international importance.

Vogels van Bueng Boraphet
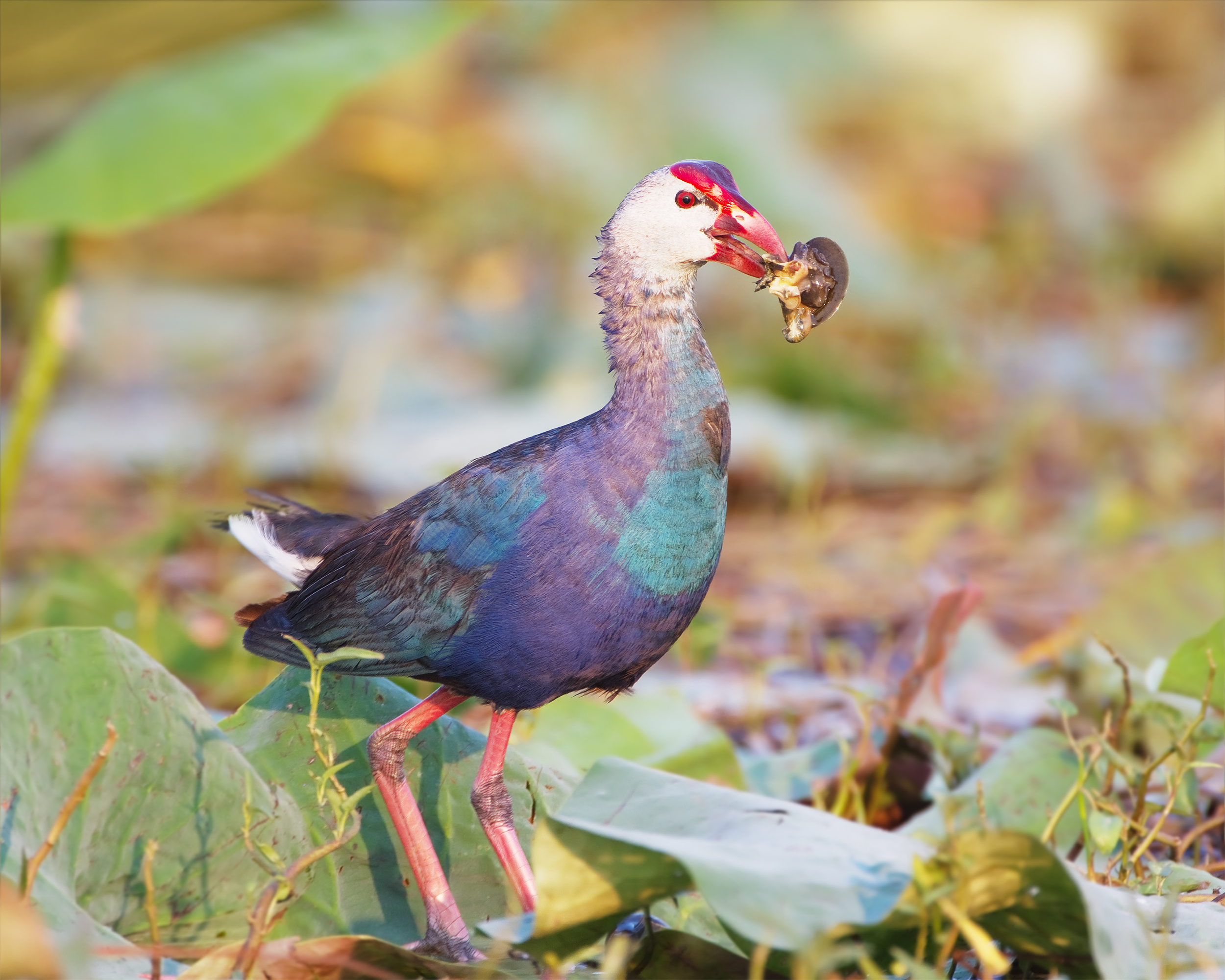
Oosterse purperkoet (Porphyrio indicus)
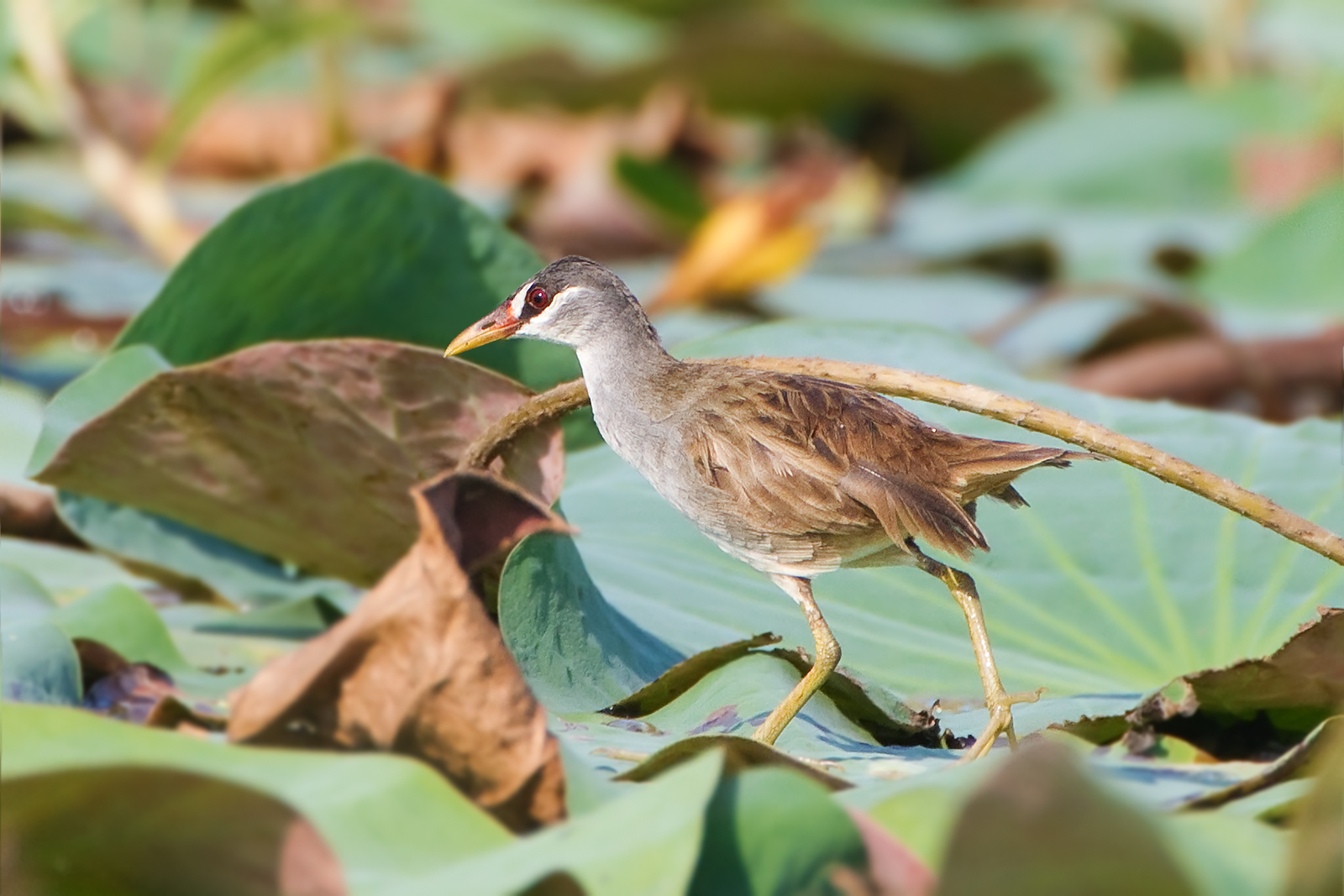
Wenkbrauwral (Porzana cinerea)
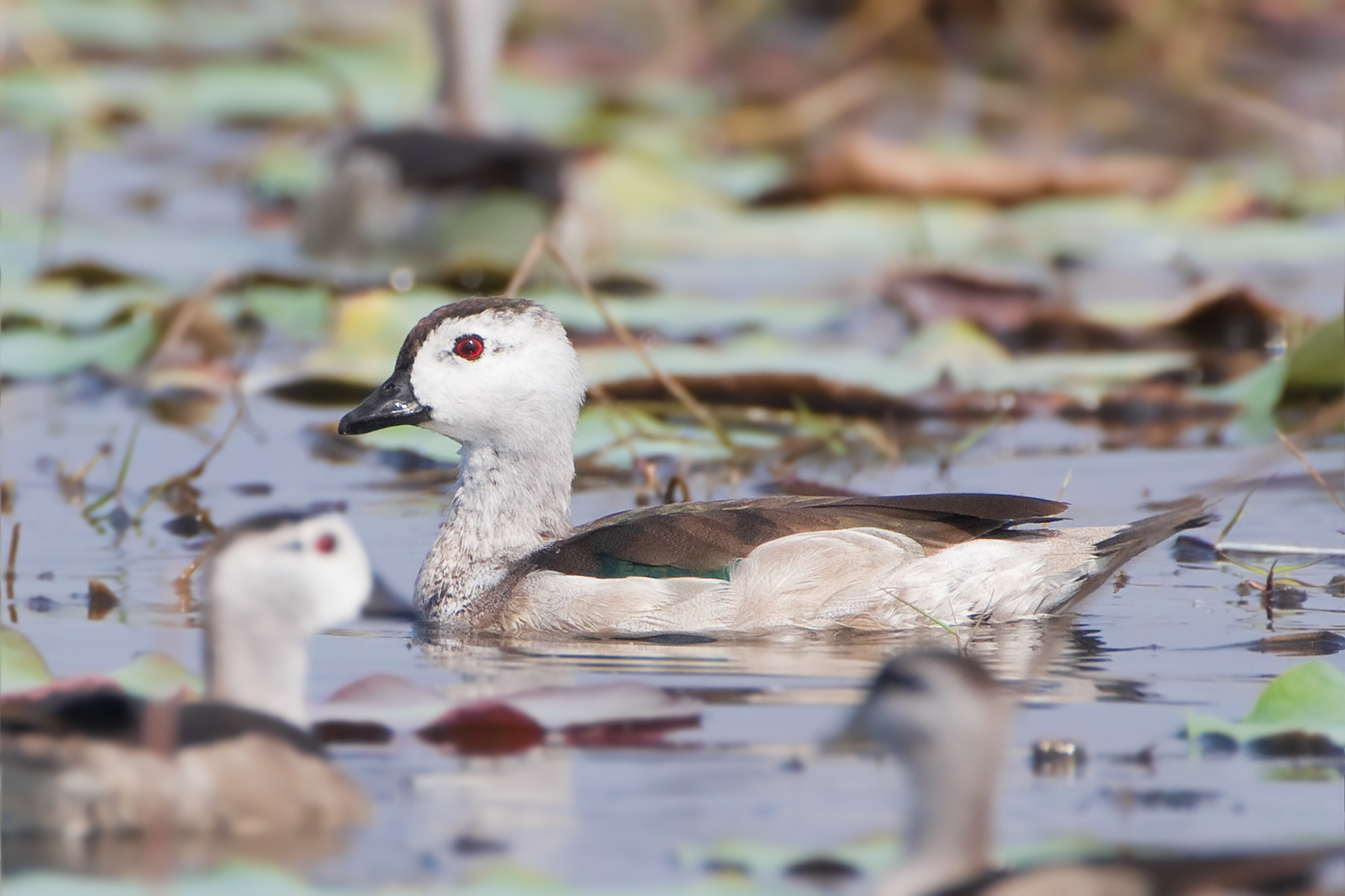
Coromandeleend (Nettapus coromandelianus)
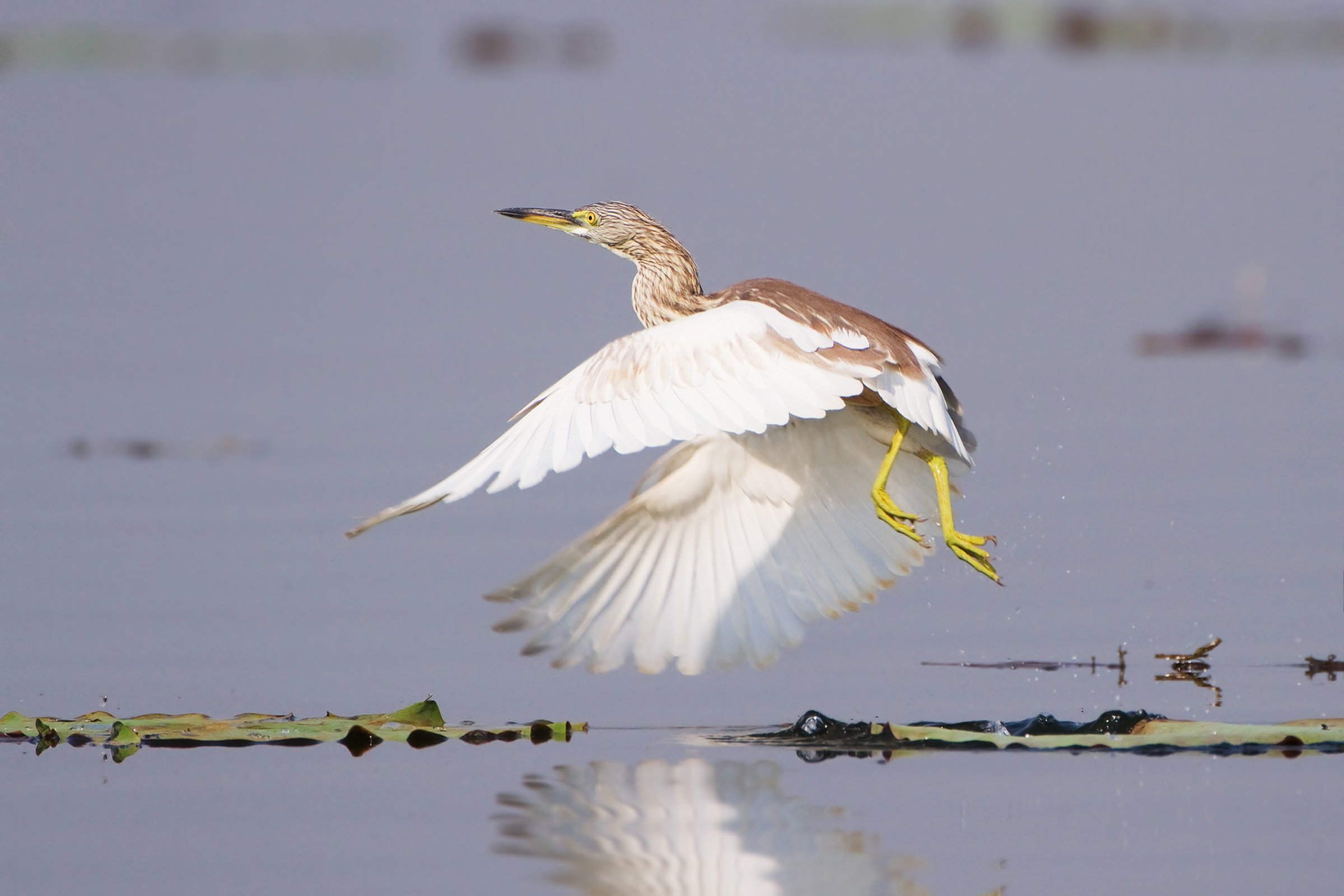
Chinese ralreiger (Ardeola bacchus)
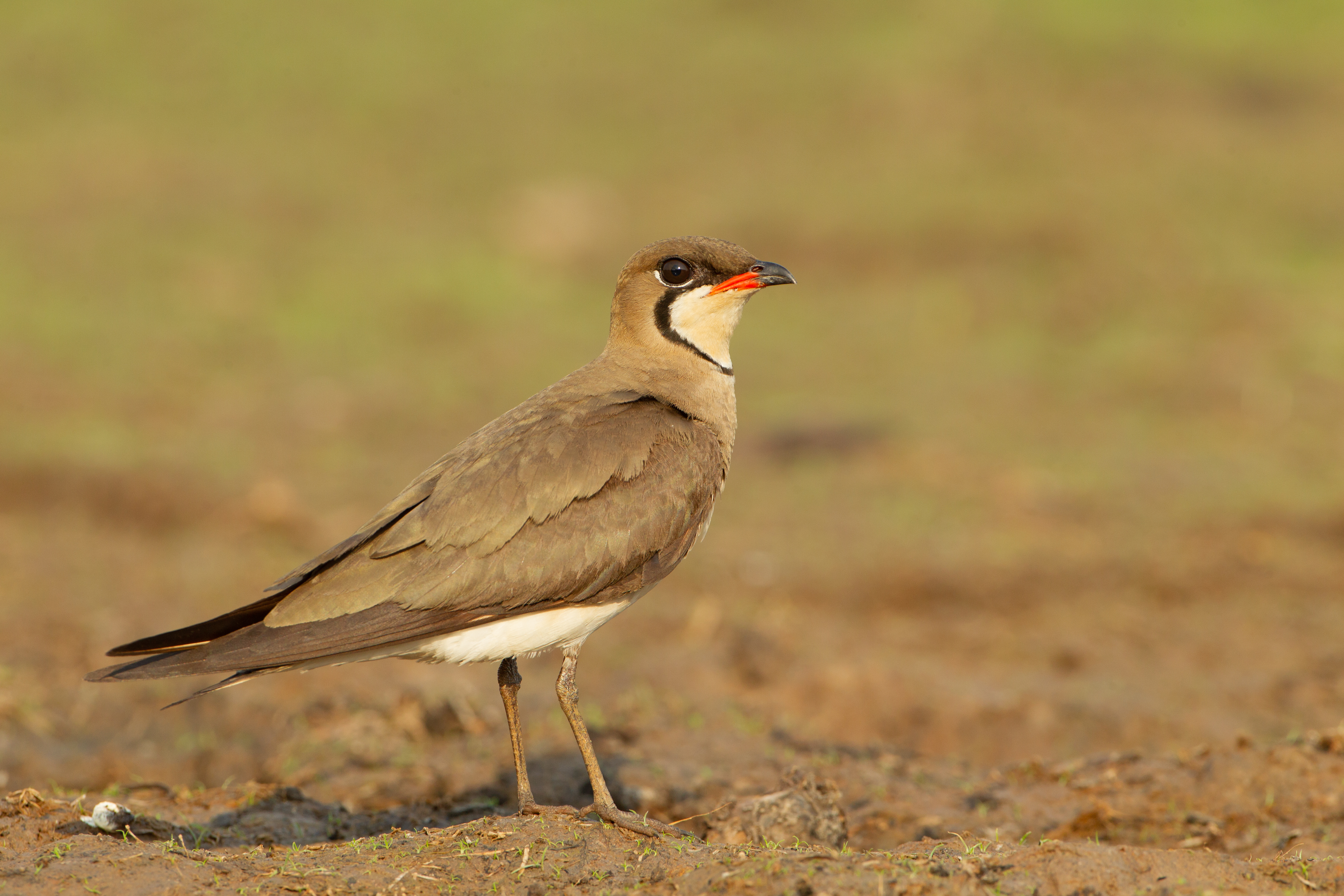
Oosterse vorkstaartplevier (Glareola maldivarum)
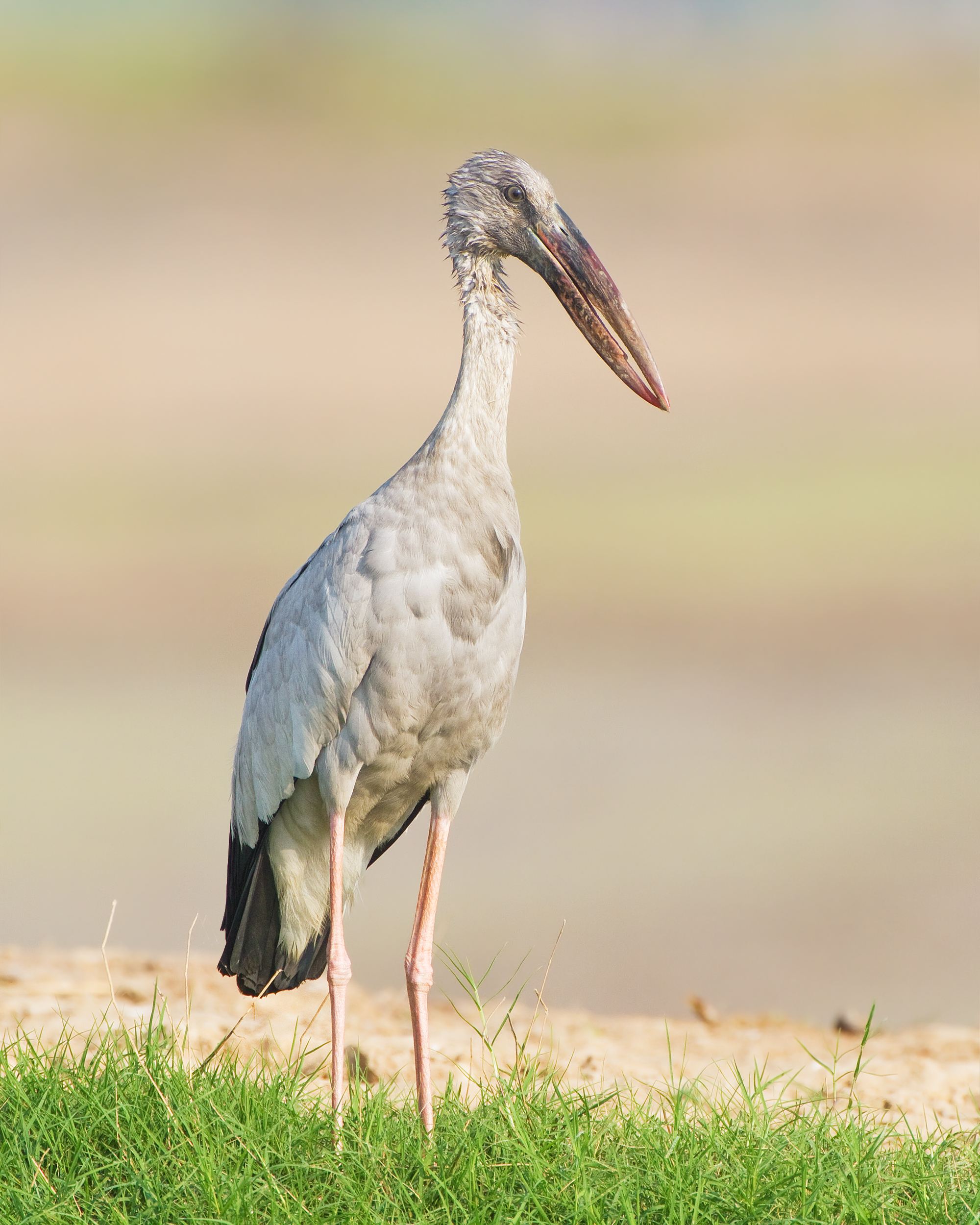
Indische gaper (Anastomus oscitans)
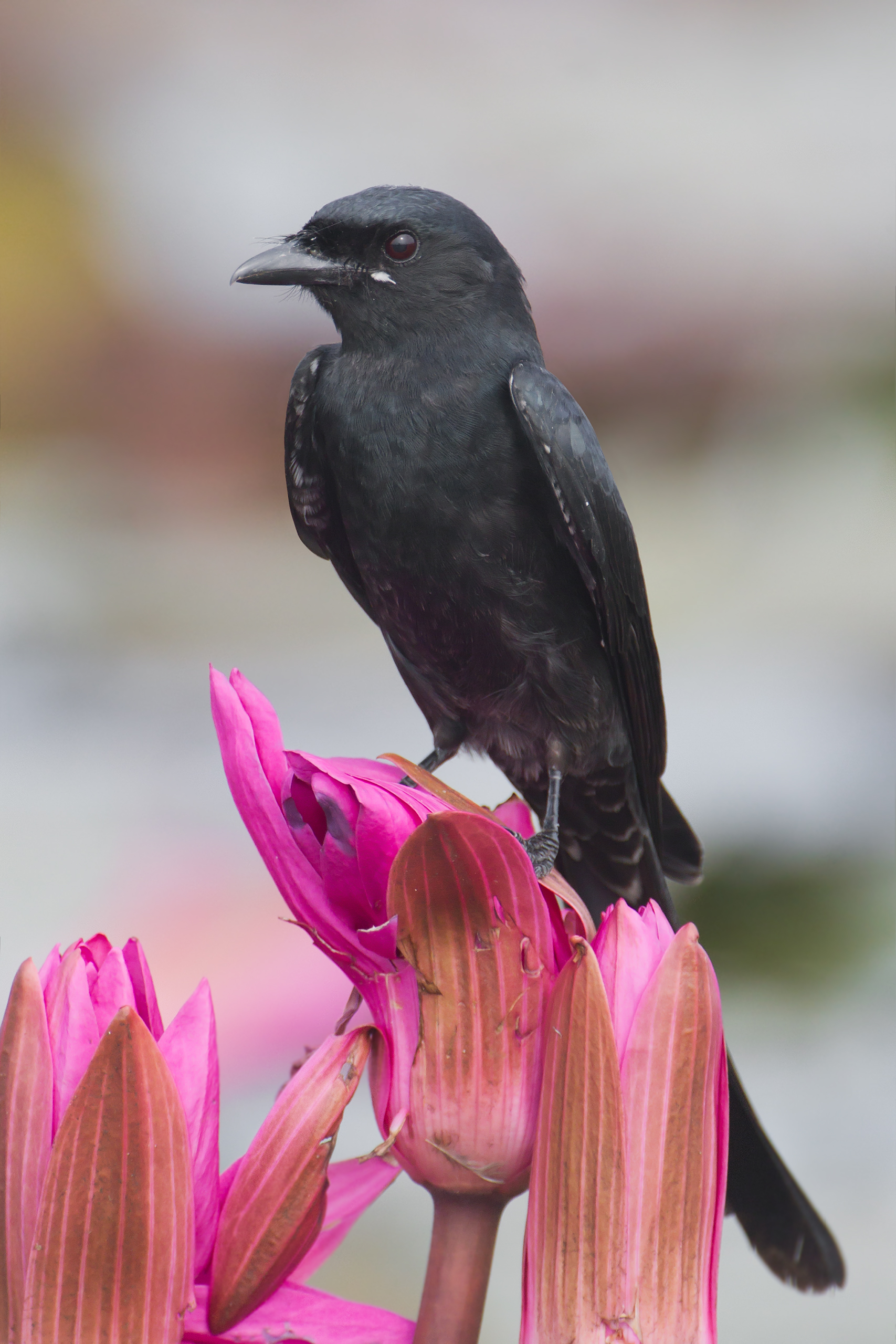
Koningsdrongo (Dicrurus macrocercus)
Siantarazwaluw (Pseudochelidon sirintarae) †?